# Barrage de Saint-Barthélémy
Cette page concerne le Barrage de Saint-Barthélémy dans les Côtes-d'Armor en France.
Le barrage de Saint-Barthélémy est une centrale hydroélectrique et réserve d'eau potable de 7 millions de mètres cubes, destiné à alimenter en eau potable l’agglomération briochine et la région centre-nord du département des Côtes-d'Armor. Le barrage se situe sur la commune de Ploufragan et La Méaugon dans le département des Côtes-d'Armor en Bretagne.

## Description
De type voûte à double courbure, sa construction a duré trois ans (de 1975 à 1978). Placé sur les eaux du Gouët, il mesure 45 mètres de haut, 200 mètres de longueur de crête et retient un volume de 7 millions de m3 d'eau sur une étendue de 81 hectares, formant ainsi la retenue d'eau de La Méaugon. Il a une épaisseur qui varie de 6 mètres à son pied à 2 mètres à son sommet. Il possède 3 évacuateurs de crues avec des vannes a volet et une vanne de fond de capacité de 15 m3 par seconde et une vanne débit réservé.

## Historique
Avant la construction de l'actuel barrage, une ancienne retenue existait depuis 1920 qui était destinée à fournir de l'électricité pour la minoterie qu'un industriel, M. Espivent avait élevée en 1910 à Saint-Brieuc. L'usine hydro-électrique fournissait en énergie Ploufragan et les communes alentour.
La mise en eau du barrage a été effectuée en janvier 1978. Cette dernière a noyé une partie de la vallée du Gouet ainsi que l'ancien Pont Noir et un moulin.
Depuis ce jour le pont n'a jamais été découvert, à part en 2011 lors d'une sécheresse, la retenue s'est vidée à cause du débit du Gouet trop faible.

## Bilan énergétique
L’usine produit annuellement 4 millions de kWh, de plus il y est pompé 20 000 m3 d’eau au niveau du barrage chaque jour.

## Autour du barrage
- Passe à poissons : écluse Borland pour le franchissement de l’ouvrage par les poissons migrateurs.
- Le Viaduc de La Méaugon, construit en 1862, franchit la vallée du Gouët sur la retenue d'eau.
- La retenue s’étend sur les communes de Ploufragan, Saint-Julien, Plaine-Haute, Saint-Donan et La Méaugon.